# 浮田秀真
浮田 秀真（うきた ひでまさ、寛永元年（1661年） - 正徳3年1月8日（1713年2月2日））は、江戸時代中期の人物。八丈島に配流となった宇喜多一族。父は浮田秀律。子に秀徳、継栄、継高、継真。弟に継治、継善。

## 生涯
寛永元年（1661年）、浮田半平家の当主浮田秀律の長男として生まれる。
父の死後、家督を相続するも、元禄11年（1698年）に秀心（ひでなか、秀真の異母弟か？）に家督を譲る。
正徳3年（1713年）、島内で大流行した天然痘により死去（戒名は、証誉了真居士）。長男秀徳は宇喜多嫡家（孫九郎家）を継ぎ、継栄は浮田半六家、継真は浮田半七家を興す。